# Henry Moore (pittore)
Henry Moore (York, 7 marzo 1831 – 22 giugno 1895) è stato un pittore inglese, famoso per i suoi paesaggi e le sue marine.

## Biografia
Nato a York, come il fratello Albert Joseph Moore, anch'egli pittore, si forma alla York School of Design e successivamente alla Royal Academy of Arts. Dapprima eccellente pittore di paesaggi e soggetti animali, dal 1857 in poi si dedica completamente a soggetti marini, distinguendosi per la capacità di rappresentare i movimenti delle onde, la veracità e la raffinatezza dei colori. Ricevette il titolo di accademico nel 1893.

### Le opere

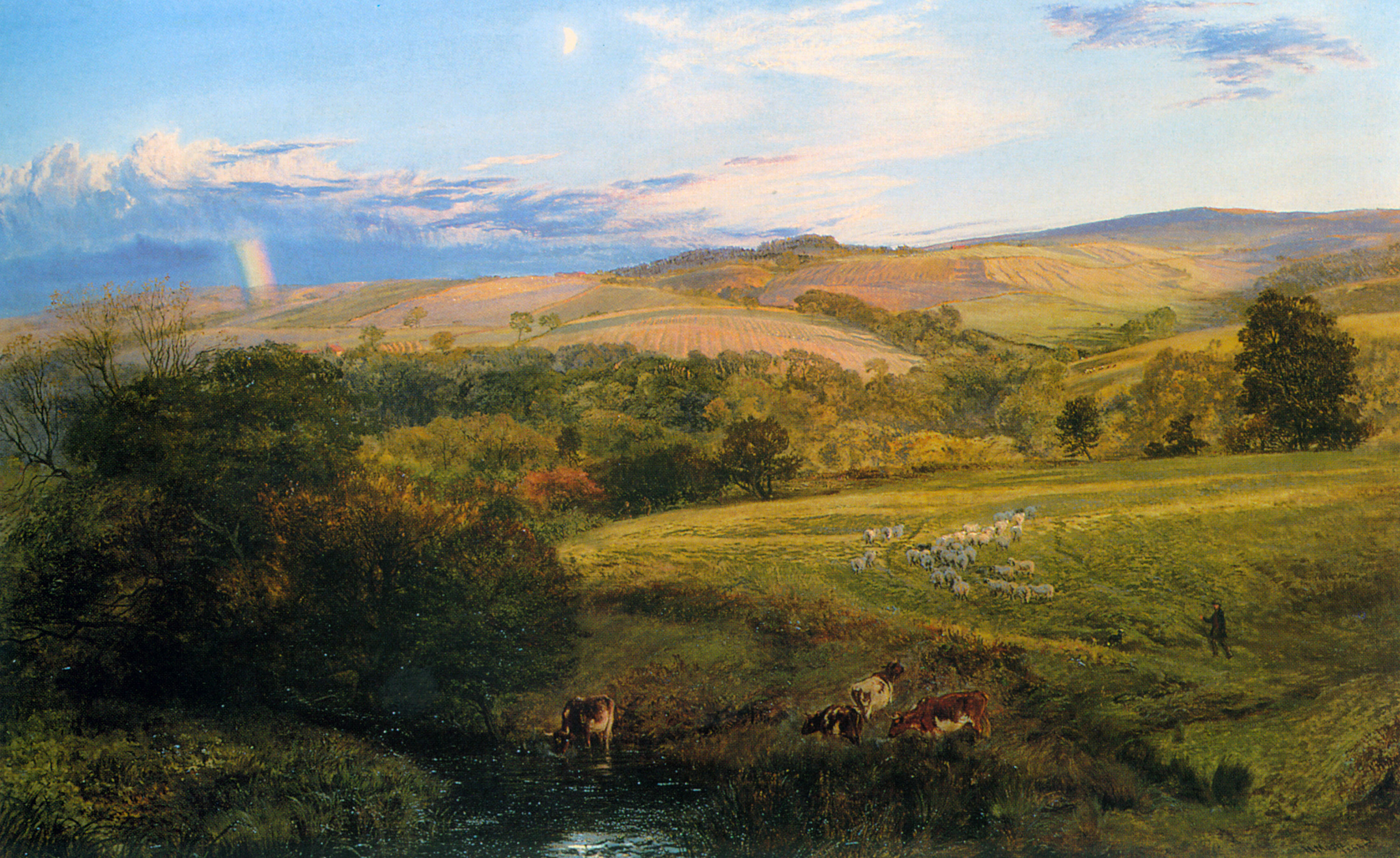
The Rainbow

Tra i suoi lavori più celebri si ricorda:
- "The Newhaven Packet" (Birmingham Gallery);
- "Catspaws off the Land" (Tate Gallery, Londra);
- "Mount's Bay" (Manchester Gallery);
- "Clear Shining after Rain" (vincitore del Gran Prix de Paris nel 1889).